# Стригучий лишай
Дерматофітоз волосяної частини голови (лат. Tinea capitis, дерматофітоз голови, дерматофітія голови, трихофітія голови, дерматомікоз голови,  стригучий лишай[джерело?], парша[джерело?], англ. ringworm of the scalp, «scalp ringworm», «tinea tonsurans»)) — тяжке шкірне інфекційне захворювання, різновид дерматофітозу, яке спричинюють паразитні гриби родів Trichophyton, Microsporum і Epidermophyton.
Як правило, носіями збудників цієї хвороби є діти молодшого та середнього віку, а також тварини. При цьому хвороба, яка виникає через зараження від тварин, перебігає у більш тяжкій формі. Зараження відбувається при безпосередньому контакті з хворим, при користуванні загальними головними уборами, одягом та іншими предметами. 
Ураження поширюється по всій поверхні шкіри — на шкірі голови під волосяним покривом, на тілі, на ступнях, а іноді ще й на нігтях.